# Lliga russa de bàsquet
La Lliga russa de bàsquet va ser la màxima competició de basquetbol a Rússia entre 1991 i 2013. El 1991 es va constituir la Super Lliga (en rus Баскетбольная суперлига) que es va disputar fins al 2010. Entre el 2010 i el 2013 es va conèixer amb el nom de Professional Basket League (en rus, Профессиональная баскетбольная лига). A partir del 2013 els equips russos més potents no disputen cap competició d'àmbit estrictament rus, sinó que disputen la VTB United League, juntament amb equips d'altres països de l'est d'Europa.
Anteriorment els equips russos més potents disputaven la Lliga soviètica de bàsquet (1923-1991).

## Equips participants (2012-13)
- PBC CSKA Moscou
- BC Khimki
- UNICS Kazan
- Krasnye Krylya Samara
- Lokomotiv Kuban
- BK Spartak Sant Petersburg
- Enisey Krasnoyarsk
- BC Nizhny Novgorod
- BC Triumph Lyubertsy
- Spartak Primorye

## Historial
| Super Lliga: - 1991-92: CSKA Moscou - 1992-93: CSKA Moscou - 1993-94: CSKA Moscou - 1994-95: CSKA Moscou - 1995-96: CSKA Moscou - 1996-97: CSKA Moscou - 1997-98: CSKA Moscou - 1998-99: CSKA Moscou - 1999-00: CSKA Moscou - 2000-01: Ural Great Perm - 2001-02: Ural Great Perm |  | - 2002-03: CSKA Moscou - 2003-04: CSKA Moscou - 2004-05: CSKA Moscou - 2005-06: CSKA Moscou - 2006-07: CSKA Moscou - 2007-08: CSKA Moscou - 2008-09: CSKA Moscou - 2009-10: CSKA Moscou Professional Basket League: - 2010-11: CSKA Moscou - 2011-12: CSKA Moscou - 2012-13: CSKA Moscou |